# Thanh An, Điện Biên
Thanh An là một xã thuộc tỉnh Điện Biên, Việt Nam.

## Địa lý
Xã Thanh An nằm ở phía đông nam huyện Điện Biên, cách trung tâm huyện 2,5 km, có vị trí địa lý:
- Phía đông huyện Điện Biên Đông
- Phía tây giáp xã Thanh Yên
- Phía nam giáp xã Noong Hẹt
- Phía bắc giáp xã Thanh Xương.

Xã Thanh An có diện tích 19,41 km², dân số năm 2022 là 6.976 người, mật độ dân số đạt 359 người/km².

## Hành chính
Xã Thanh An được chia thành 19 thôn, bản.

## Lịch sử
Ngày 6 tháng 9 năm 2012, UBND tỉnh Điện Biên ban hành Quyết định số 819/QĐ-UBND về việc:
- Thành lập bản Hồng Hịa trên cơ sở một phần của Bản Cha.
- Thành lập bản Ten Luống 1 và bản Ten Luống 1 trên cơ sở toàn bộ bản Ten Luống.
- Thành lập bản Noong Ứng 1 và bản Noong Ứng 2 trên cơ sở toàn bộ bản Noong Ứng.

Ngày 10 tháng 7 năm 2019, HĐND tỉnh Điện Biên ban hành Nghị quyết số 116/NQ-HĐND về việc:
- Thành lập bản Noong Ứng trên cơ sở bản Noong Ứng 1 và bản Noong Ứng 2.
- Sáp nhập Bản Mới vào Bản Xôm.
- Thành lập bản Ten Luống trên cơ sở bản Ten Luống 1 và bản Ten Luống 2.
- Thành lập Bản Sáng trên cơ sở Bản Sáng 1 và Bản Sáng 2.
- Sáp nhập bản Hồng Khoong 2 vào thôn Đồi Cao.
- Sáp nhập một phần của bản Hồng Hịa vào bản Phiêng Ban.
- Sáp nhập phần còn lại của bản Hồng Hịa vào Bản Cha.
- Sáp nhập thôn Thanh Bình vào bản Huổi Cánh.
- Sáp nhập một phần của các thôn: Đông Biên 2, Đông Biên 3, Đông Biên 4 vào thôn Đông Biên 1.
- Sáp nhập một phần của các thôn: Đông Biên 3, Đông Biên 4, Đông Biên 5 vào phần còn lại của thôn Đông Biên 2.
- Sáp nhập phần còn lại của các thôn: Đông Biên 1, Đông Biên 4, Đông Biên 5 vào phần còn lại của thôn Đồng Biên 3.